# Zgornje Jezersko
Zgornje Jezersko je naselje u slovenskoj Općini Jezerskom. Zgornje Jezersko se nalazi u pokrajini Gorenjskoj i statističkoj regiji Gorenjskoj. 

## Stanovništvo
Prema popisu stanovništva iz 2002. godine naselje je imalo 558 stanovnika.